# Oncopsis
Oncopsis — род цикадок из отряда Полужесткокрылых.

## Описание
Цикадки длиной около 3-6 мм. На берёзовых (Betulaceae). Темя узкое, параллельно-стороннее, переднеспинка слабовыпуклая, с поперечной бороздчатостью. Для СССР указывалось около 17 видов.
- Oncopsis alni (Schrank, 1801)[2]
- Oncopsis appendiculata Wagner, 1944
- Oncopsis avellanae Edwards, 1920
- Oncopsis carpini (J. Sahlberg, 1871)
- Oncopsis flavicollis (Linnaeus, 1761) — Палеарктика
- Oncopsis planiscuta (Thomson, 1870)
- Oncopsis subangulata (J. Sahlberg, 1871)
- Oncopsis tristis (Zetterstedt, 1840)